# Martell (Tirol del Sud)
Martell (italià Martello) és un municipi italià, dins de la província autònoma de Tirol del Sud. És un dels municipis del districte i de Vinschgau. L'any 2007 tenia 899 habitants. Comprèn les fraccions de Ennetal (Val d'Enne), Ennewasser (Transacqua), Gand (Ganda), Meiern i Sonnenberg (Montesole). Limita amb els municipis de Latsch, Stilfs, Laas, Schlanders, Ulten, Peio, Rabbi i Valfurva.

## Situació lingüística
| Pertinença lingüística (cens 2001) | 99,30% alemany |
| Pertinença lingüística (cens 2001) | 0,70% italià   |
| Pertinença lingüística (cens 2001) | 0,00% ladí     |

## Administració

Territori comunal

| Període | Identitat    | Partit |
| ------- | ------------ | ------ |
| 2004-   | Peter Gamper | SVP    |